# Svartsot
Svartsot – duńska grupa muzyczna wykonująca muzykę z pogranicza folk i viking metalu. Zespół powstał w 2005 roku w miejscowości Randers z inicjatywy rozwiązanej grupy Skoll. W 2006 roku ukazał się debiutancki materiał demo grupy zatytułowany Svundne Tider („Zamierzchłe czasy”) zarejestrowany w Popshit Studios.
W 2007 roku ukazało się drugie demo grupy pt. Tvende Ravne („Dwa kruki”) zrealizowane w studiu Smart N Hard przez Jakoba Bredahla. 2 listopada tego samego roku ukazał się debiutancki album grupy Ravnenes Saga („Krucza saga”) wydany nakładem wytwórni muzycznej Napalm Records. Album został zrealizowany w duńskim Hansen Studios we współpracy z inżynierem dźwięku Michaelem Hansenem. Natomiast mastering został wykonany w Tailormaide w Szwecji przez Petera in de Betou.
W początku grudnia 2008 r. Stewart Lewis ogłosił, że zawiesza swoją działalność w zespole ze względu na chorobę żony. 17 grudnia 2008 Michael Lundquist Andersen, Niels Thøgersen, Claus Gnudtzmann i Martin Kielland-Brandt ogłosili na oficjalnej stronie zespołu, że odchodzą (ze względu na różnice zdań co do muzyki i formy dalszej działalności) i będą grać razem poza Svartsot.
W lutym 2009 roku Svartsot ogłosił, że udało pozyskać się nowych muzyków. Rok 2010 przyniósł album  Mulmets Viser („Mroczne opowieści”). Pomimo tego iż ze składu zespołu w którym nagrany został pierwszy album pozostał tylko gitarzysta Cristoffer J.S. Frederiksen, Svartsot utrzymał swój muzyczny styl i tożsamość. 
29 lipca 2011 roku ukazał się album Maledictus Eris inspirowany historycznym wydarzeniem – Czarną śmiercią. W 2015 roku ukazał się album Vældet („Źródło”).

## Muzycy
| Skład zespołu - Cristoffer J.S. Frederiksen - śpiew, mandolina, gitara akustyczna - Stewart C. Lewis - tin whistle, bodhran, flet - James Atkin - gitara basowa - Hans-Jørgen Martinus Hansen - flet, tin whistle, mandolina, akordeon - Danni Jelsgaard - perkusja - Thor Bager - śpiew - Uffe Dons - gitara | Byli członkowie zespołu - Marcelo Freitas - perkusja - Henrik B. Christensen - gitara basowa - Michael Lundquist Andersen - gitara - Niels Thøgersen - perkusja - Claus B. Gnudtzmann - śpiew - Martin Kielland-Brandt - gitara basowa |

## Dyskografia
Albumy

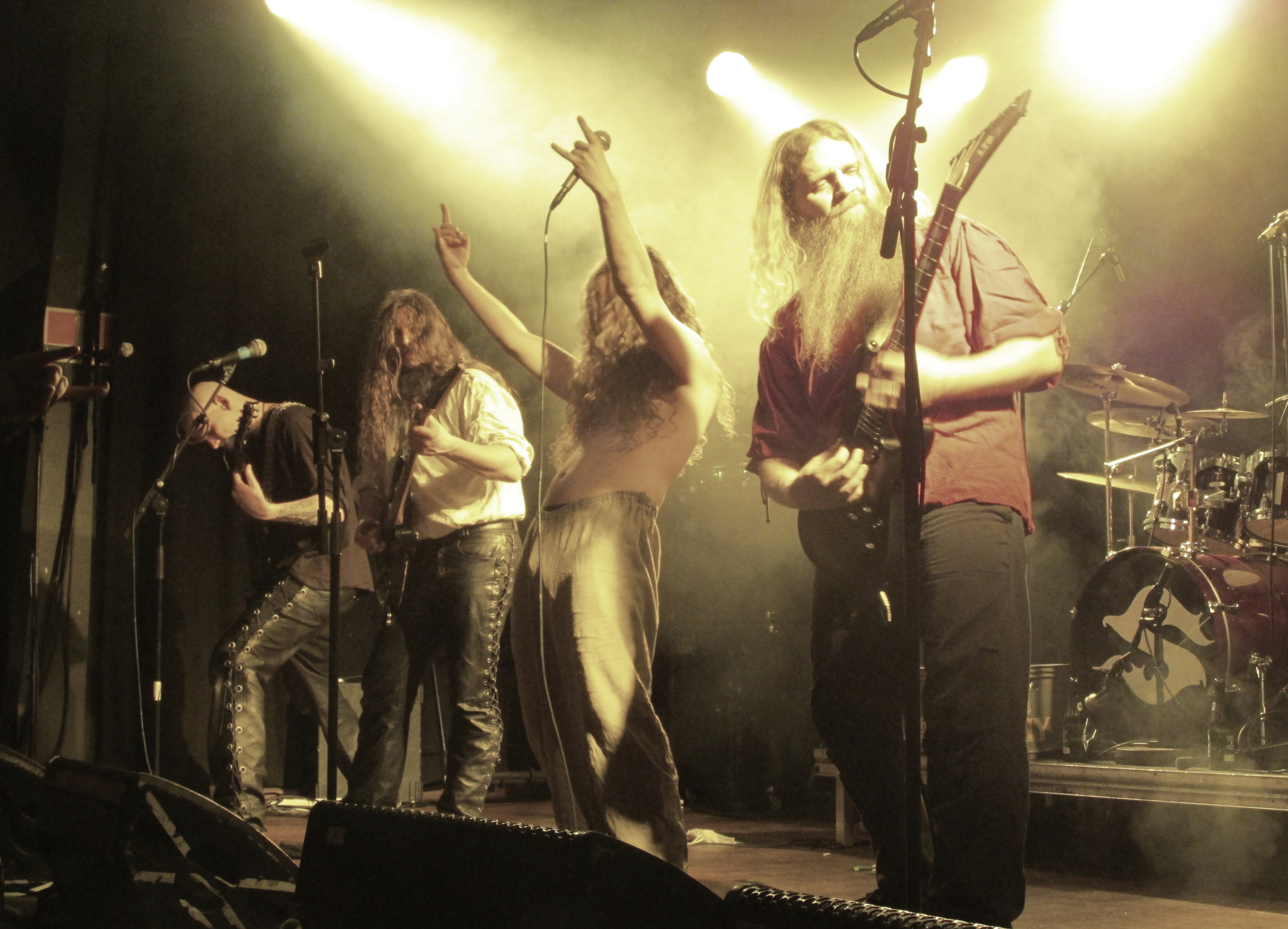
Koncert zespołu w Aalborgu w 2015 r.

- Ravnenes Saga (2007, Napalm Records)
- Mulmets Viser (2010, Napalm Records)
- Maledictus Eris (2011, Napalm Records)
- Vældet (2015)
- Kumbl (2022)

Dema
- Svundne Tider (2006, wydanie własne)
- Tvende Ravne (2007, wydanie własne)